# Пищац
Пищац (пол. Piszczac) — деревня в Бяльском повете Люблинского воеводства Польши. Административный центр гмины Пищац. По данным переписи 2011 года, в деревне проживало 3016 человек.

## География
Деревня расположена на востоке Польши, на правом берегу реки Лютни, на расстоянии приблизительно 19 километров к востоку от города Бяла-Подляска, административного центра повета. Абсолютная высота — 141 метр над уровнем моря. К северу от населённого пункта проходит железнодорожная линия Берлин — Москва.

## История
Первое упоминание о католическом приходе в Пишаце датируется 1500 годом. В 1530 году поселению было даровано магдебургское право. В административном отношении входил в состав Брестского повета Берестейского воеводства Великого княжества Литовского. До 1570 года, в городе существовала православная церковь во имя св. Иоанна Предтечи, которая после 1596 года была передана униатам. С XVIII века в Пишаце действовала синагога. Город, расположенный на старом торговом пути из Бреста в Люблин, являлся значимым экономическим и административным центром воеводства. В XVII—XVIII веках Пищац находился под управлением магнатского рода Радзивиллов.
Участие горожан в Январском восстании 1863 года привело к лишению Пишаца статуса города.
Согласно «Справочной книжке Седлецкой губернии на 1875 год» посад Пишац являлся центром одноимённой гмины в составе Бельского уезда Седлецкой губернии. В 1912 году Бельский уезд был передан в состав новообразованной Холмской губернии. Население посада того периода составляло до 2300 человек. Имелись одноклассное училище Министерства народного просвещения.
В период с 1975 по 1998 годы деревня входила в состав Бяльскоподляского воеводства.

## Население
Демографическая структура по состоянию на 31 марта 2011 года:
|         | Всего | До трудоспособного возраста | Трудоспособного возраста | Старше трудоспособного возраста |
| ------- | ----- | --------------------------- | ------------------------ | ------------------------------- |
| Мужчины | 1477  | 335                         | 980                      | 162                             |
| Женщины | 1539  | 336                         | 863                      | 340                             |
| Всего   | 3016  | 671                         | 1843                     | 502                             |